# Barrow (Buenos Aires)
Barrow is een plaats in het Argentijnse bestuurlijke gebied Tres Arroyos in de provincie Buenos Aires. De plaats telt 38 inwoners.